# Пшиемский, Зигмунд
Зигмунд Пшиемский (пол. Zygmunt Przyjemski; около 1610 - 3 июня 1652, с. Четвертиновка (теперь Тростянецкого района Винницкой области Украина) — известный военачальник XVII века, польский шляхтич герба Равич, польный писарь коронный (1649), генерал артиллерии коронной Речи Посполитой (лат. generalis artileriae magister) (1650-1652).

## Биография

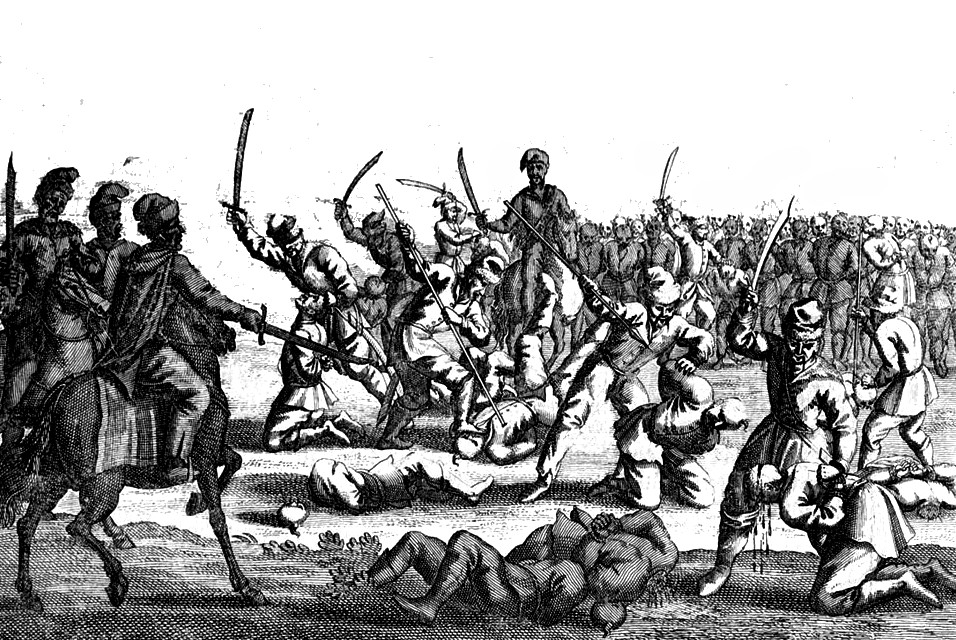
Убийство польских пленников после битвы под Батогом

Образование получил за границей. Военную службу Зигмунд Пшиемский начал, вступив во французскую армию в ходе Тридцатилетней войны, затем воевала в войсках шведского королевства.  В конце войны вернулся в Речь Посполитую, и в 1649 году был назначен польным писарем коронным.
В 1650 году сменил Христофора Арцишевского в должности генерала коронной артиллерии Речи Посполитой. Отличился, умело командуя доверенной ему артиллерией в Берестецкой битве, осуществив успешный обстрел татарских сил Ислам-Гирея, который в результате значительных потерь, не выдержав его, покинул поле боя, оголив левый фланг казацкого войска Хмельницкого.
Участник битвы под горой Батог у с. Четвертиновка на Винничине (Украина), состоявшейся 1—2 июня 1652 году между войсками Речи Посполитой под командованием гетмана польного Мартина Калиновского и союзными войсками казаков Богдана Хмельницкого и крымских татар, в ходе которой польская армия потерпела сокрушительное поражение. Пленные, в большинстве своём состоявшие из представителей богатой польской шляхты в количестве 3,5 тысяч человек, по приказу Хмельницкого были зарублены татарами. Общее число погибших составило около 8,5 тысяч поляков. В современной Польше это событие названо «сарматской Катынью».
Генерал коронной артиллерии Речи Посполитой Зигмунд Пшиемский был убит вместе с другими польскими пленниками, после битвы 3 июня 1652 года.